# Linia kolejowa nr 83
Linia kolejowa nr 83 Zawada - Zamość Bortatycze – jednotorowa, niezelektryfikowana linia kolejowa w województwie lubelskim.
| Tor 1         | Tor 1         | Tor 1               | Tor 1     | Tor 1            |
| ------------- | ------------- | ------------------- | --------- | ---------------- |
| odcinek linii | odcinek linii | pociągi pasażerskie | szynobusy | pociągi towarowe |
| km pocz.      | km końcowy    | pociągi pasażerskie | szynobusy | pociągi towarowe |
| 0,568         | 5,759         | 40                  | 40        | 30               |
| 5,759         | 6,400         | 0                   | 0         | 0                |